# Klavierstücke (Stockhausen)
Der deutsche Komponist Karlheinz Stockhausen schrieb 19 Werke mit dem Titel Klavierstück, von denen die fünf letzten allerdings statt für das Klavier für den Synthesizer komponiert wurden, den Stockhausen als Weiterführung des Klaviers ansah.
Stockhausen war einer der kompromisslosesten Vertreter der Neuen Musik der zweiten Hälfte des zwanzigsten Jahrhunderts und wohl ihr bekanntester deutscher Komponist. Er wird vor allem mit elektronischer Musik in Verbindung gebracht, deren Entwicklung er in den 1950er und 1960er Jahren vorangetrieben hat. In seinem 101 Kompositionen umfassenden Gesamtwerk stellen hierzu die für das Klavier geschriebenen 14 Klavierstücke ein bedeutendes Gegengewicht dar: Er selbst bezeichnete die Klavierstücke als „meine Zeichnungen“.
Stockhausens Klavierstücke lösten bei ihrer Uraufführung oft Skandale aus, insbesondere die in den 1950er Jahren entstandenen Klavierstücke I bis XI. Mittlerweile sind sie aber Standardwerke der modernen Klavierliteratur. Viele Pianisten haben einige im Repertoire, sie werden regelmäßig in musikwissenschaftlichen Seminaren analysiert und nicht selten als Examens- oder Wettbewerbspflichtstücke für Pianisten gewählt. Das letzte Werk der Reihe, Klavierstück XIX, ist allerdings noch nicht uraufgeführt.

## Übersicht
| Nr. (Name)               | Werk Nr. | Komponiert | Dauer          |
| ------------------------ | -------- | ---------- | -------------- |
| I                        | 2        | 1952       | 4′             |
| II                       | 2        | 1952       | 1′             |
| III                      | 2        | 1952       | 30″            |
| IV                       | 2        | 1952       | 2′             |
| V                        | 4        | 1954       | 5′             |
| VI                       | 4        | 1954       | 25′            |
| VII                      | 4        | 1954       | 8′             |
| VIII                     | 4        | 1954       | 2′             |
| IX                       | 4        | 1954–1961  | 12′            |
| X                        | 4        | 1954–1961  | 25′            |
| XI                       | 7        | 1956       | 15′ (variabel) |
| XII (Examen)             | aus 49¾  | 1979       | 22′            |
| XIII (Luzifers Traum)    | aus 51½  | 1981       | 36′            |
| XIV (Geburtstags-Formel) | aus 57⅔  | 1984       | 6′             |
| XV (Synthi-Fou)          | aus 61⅔  | 1984       | 23′            |
| XVI                      | aus 63½  | 1995       | 7′             |
| XVII (Komet)             | aus 64   | 1994/99    | 15′            |
| XVIII (Mittwoch-Formel)  | 73⅔      | 1994/99    | 12′            |
| XIX (Sonntags-Abschied)  | 80       | 2001/03    | 35′            |

Ausgehend von vier kurzen Stücken, komponiert zwischen Februar und Juni 1952, formulierte Stockhausen später einen Plan für einen großen Zyklus aus 21 Klavierstücken, der sich aus Einheiten von 4 + 6 + 1 + 5 + 3 + 2 Stücken zusammensetzen sollte. In den Jahren 1954 bis 1955 komponierte er die zweite Gruppe von sechs Werken und das einzeln stehende Klavierstück XI im Jahre 1956. Klavierstück VI erfuhr jedoch anschließend noch mehrere Überarbeitungen, die Klavierstücke IX und X wurden erst 1961 fertiggestellt. Ab 1979 nahm er im Rahmen seines Opernprojektes Licht die Komposition von Klavierstücken wieder auf und vollendete acht weitere, gab aber anscheinend den Plan eines Zyklus von 21 Stücken auf. Die Werke ab Klavierstück XV wurden für den Synthesizer oder ähnliche elektronische Instrumente komponiert. Die Ausdehnung der Stücke variiert beträchtlich, von weniger als einer halben Minute für Klavierstück III bis zu etwa einer halben Stunde für die Klavierstücke VI, X, XIII und XIX.
Die Liste der Klavierstücke zerfällt in zwei deutlich unterschiedene Werkgruppen: Die bis 1961 entstandenen Klavierstücke I bis XI, die den Anfang des erwähnten unvollendeten Großzyklus aus 21 Stücken bilden und die 1979 bis 2003 komponierten Klavierstücke XII bis XIX, bei denen es sich um separat aufführbare Teile des Opernzyklus Licht handelt.
Die als Werk Nr. 2 zusammengefassten Klavierstücke I bis IV entstanden 1952 vor Stockhausens ersten Erfahrungen mit elektronischer Musik. Zu diesem Zeitpunkt war die totale Organisation der musikalischen Parameter ein wichtiges Anliegen, allerdings war dies für die Klangfarben mit herkömmlichen Instrumenten nicht befriedigend möglich. Bevor Stockhausen den logischen Schritt zur elektronischen Musik gehen konnte, war die Komposition für das Klavier als gewissermaßen klangfarbenneutral betrachteten Instrument ein Ausweg. In diesem Sinne sind die Klavierstücke seine „Zeichnungen“, im Unterschied zu den elektronischen oder orchestralen „Gemälden“. Gleichzeitig aber nahm Stockhausen (gemäß einigen Analysen) insbesondere in Klavierstück II und Klavierstück III Ansätze der Synthese von Klängen durch Aufschichten von Einzeltönen mit individueller Dauer und Lautstärke vorweg.
Die Klavierstücke V bis X, unter der gemeinsamen Werknummer 4 veröffentlicht, entstanden unmittelbar nach bzw. noch während der Arbeit an den beiden elektronischen Studien I und II. Stockhausen sieht diesen Schritt als Reaktion auf Erfahrungen mit der elektronischen Musik:

„Wenn ich nach eineinhalbjähriger ausschließlicher Arbeit an elektronischen Kompositionen jetzt gleichzeitig an Klavierstücken arbeite, so tue ich das deshalb, weil ich bei strengster struktureller Komposition wesentlichen musikalischen Phänomenen begegnet bin, die sich dem Messen entziehen. […] Vor allem geht es dabei um die Vermittlung eines neuen Zeitgefühls in der Musik, wobei die unendlich feinen ‚irrationalen‘ Nuancierungen und Bewegungen und Verschiebungen eines guten Interpreten manchmal eher zum Ziele verhelfen als ein Zentimetermaß.“

Stockhausen nutzt also bewusst die Gegebenheiten eines menschlichen Interpreten. Gleichzeitig und damit zusammenhängend thematisiert er auch die Gegebenheiten des Instrumentes Klavier, zum Beispiel durch die kompositorische Nutzung von mitschwingenden Saiten in Klavierstück VII.
Klavierstück XI geht hierin noch einen Schritt weiter, in dem es sich auf die absichtslose Intuition des Interpreten in der Wahl der Anordnung der Bauelemente des Werkes verlässt. Stockhausen schreibt in der Spielanweisung zu Klavierstück XI:

„Der Spieler schaut absichtslos auf den Papierbogen und beginnt mit irgendeiner zuerst gesehenen Gruppe; diese spielt er mit beliebiger Geschwindigkeit, […], Grundlautstärke und Anschlagsform. Ist die erste Gruppe zu Ende, so liest er die folgenden Spielbezeichnungen für Geschwindigkeit (To), Grundlautstärke und Anschlagsform, schaut absichtslos weiter zu irgend einer der anderen Gruppen und spielt diese, den drei Bezeichnungen gemäß.“

Bei Stockhausens Kompositionsweise dieser Jahre wurden immer wieder zwei typische gegenläufige Motivationen festgestellt:
- Zum einen geht es ihm, dem offenbar konstruktivistischen Ansatz zum Trotz, immer um den Höreindruck und die Dramaturgie der Stücke. Diese sind daher nicht als algorithmische Musik zu verstehen, die durch Abspulen des einmal festgelegten „heiligen“ Regelwerks ihre endgültige Form erhalten. Vielmehr gestaltete er seine Regeln so, dass sie ihm die Freiheit zu kompositorischen Detailentscheidungen ließen, und er nahm sich auch die Freiheit, Noten zu vertauschen, zu ändern, hinzuzufügen, wenn das Ergebnis seinen Vorstellungen besser entsprach.[12]
- Andererseits aber waren die konstruktivistischen Vorgehensweisen durchaus auch ein gewisser Selbstzweck im Sinne einer spielerischen Auseinandersetzung mit ihnen und ihrer Erkennbarkeit oder Gerade-nicht-mehr-Erkennbarkeit im Klangergebnis. „Kreuzspiel“ und „Spiel“ sind zwei seiner frühen Werke, und Stockhausen hat sich explizit auf das Glasperlenspiel von Hermann Hesse bezogen,[13] mit dem er auch im Briefkontakt stand. Die „durchkonstruierte Musik“ repräsentierte für ihn den Kosmos, sie war religiös motiviert und meditativ zu erfassen.[6]

Rhys Chatham schreibt über die frühen Klavierstücke: „Die Melodie, der Rhythmus und die Struktur sind zwar komplex (extrem komplex), aber auch elegant und schön. Alles funktioniert musikalisch. Es geht um Vollkommenheit. Ich war nicht überrascht, als ich gelesen hatte, dass Stockhausen im Alter um die 20 in einer Bar Klavier spielte, diese Erdverbundenheit, die er mit der Musik hatte, zeigt sich deutlich in seinen Kompositionen“.
Seit den 1970er Jahren komponierte Stockhausen meist im Sinne der von ihm entwickelten Formelkomposition. Diese Kompositionsweise bedient sich zwar nach wie vor serieller Techniken, setzt aber im Gegensatz zu den früheren seriellen Werken auf klar durchhörbare, oft geradezu didaktisch präsentierte thematischen Abläufe. Dies gilt auch für die Klavierstücke XIII bis XIX, die alle aus dem Opernzyklus Licht stammen oder aus Teilen davon abgeleitet sind.
Das gesamte Material des Licht-Zyklus stammt aus drei melodischen Strängen, die von Stockhausen Formeln genannt wurden, und jeweils mit einer der drei archetypischen Protagonisten von Licht identifiziert werden: Michael, Eva und Luzifer. Zusätzlich zur Grundmelodie wird jede Linie von eingefügten Verzierungen und leisen Geräuschen unterbrochen. Diese Stränge sind überlagert, um ein kontrapunktisches Gewebe zu bilden, das Stockhausen die Superformel nennt. Die Superformel wird auf allen Ebenen der Komposition verwendet, von der Hintergrundstruktur des gesamten Zyklus bis hinunter zu den Details individueller Szenen. Die Struktur und der Charakter der Klavierstücke, die von den Licht-Opern abgeleitet sind, hängen daher von der speziellen Konfiguration der Segmente ab, auf die sie sich beziehen.

## Klavierstücke I–IV:Von der punktuellen Musik zur Gruppenkomposition
Die ersten vier Klavierstücke bezeichnen eine Stufe in Stockhausens Entwicklung von der punktuellen Musik zur Gruppenkomposition. Sie wurden in der Reihenfolge III–II–IV–I im Jahr 1952 komponiert, die ersten beiden (ursprünglich einfach A und B genannt) im Februar, die anderen beiden vor Juni. Sie wurden als Werk Nr. 2 veröffentlicht und der belgischen Pianistin Marcelle Mercenier gewidmet, die sie bei der Uraufführung in Darmstadt am 21. August 1954 spielte.
Stockhausen schreibt, dass die Uraufführung vom Publikum in ein selten intensives Pfeifkonzert übergeleitet wurde. Als einen „der vielen Wege zu dieser Musik“ schlägt Stockhausen dem Hörer vor, er möge „einmal besonders darauf achten, wann und wie Pausen komponiert sind, wie verschieden lang und wie verschieden still man sie empfindet – je nachdem, ob laute oder leise Klänge, ob dichte oder lockere Tongruppen vor und nach der Pause zu hören sind“.
Auffallend ist, dass in keinem der vier Stücke Artikulations- bzw. Anschlagsvorschriften notiert sind. Die über den Tonsatz hinausgehenden Anweisungen umfassen nur Dynamik- und Pedalisierungsvorschriften.
Analysen der Kompositionstechnik dieser Stücke sind fast ausschließlich auf die Noten selbst angewiesen, da für sie (anders als bei vielen anderen seiner Werke) kein ausführliches Skizzenmaterial verfügbar ist.

### Klavierstück I

Die ersten 6 Gruppen (=Takte) von Klavierstück I; die Gruppen erscheinen bereits im Notenbild deutlich voneinander unterschieden. Die erste Gruppe zerfällt durch die Dynamik und Rhythmik in zwei Teilgruppen. Der Beginn der zweiten Gruppe schließt die Aufwärtsbewegung der ersten Gruppe ab und setzt ihr eine schnelle Abwärtsbewegung entgegen. Die dritte und die fünfte Gruppe sind Ruhepunkte, die mit den bewegten Gruppen vier und vor allem sechs im Kontrast stehen.

Klavierstück I, das zuletzt komponierte Werk der Gruppe, wurde in nur zwei Tagen geschrieben, nachdem der Komponist sich vorher „lediglich einige Maße und Verhältnisse vorbereitet“ hatte.
Das Stück ist am deutlichsten unter den vier Werken als Gruppenkomposition erkennbar. Der Gruppen-Aufbau des Stückes ist deutlich hörbar, die Gruppen präsentieren sich als klar unterschiedene kurze (oft durch kurze Pausen getrennte, manchmal auch ineinander übergehende) Einheiten verschiedener Textur, Bewegungsrichtung und Gestik. Sie stehen teils im Kontrast, aber auch in hörbarer Korrespondenz. Stockhausen selbst hat 1955 eine Anleitung zum Hören verfasst, die im Nachtprogramm des NDR gesendet wurde. Er präsentiert darin das Stück als typisch für die Gruppenkomposition und die damals neue serielle Musik im Allgemeinen. Dabei versucht er zu zeigen, „wie es möglich ist, sich in die neue musikalische Sprache hineinzuhören“. Er sagt darin bewusst kaum etwas von den seriellen Kompositionstechniken.
Die Technik der Gruppenkomposition wird im gesamten Stück durch viele Schichten hindurch benutzt: Die Gruppen unterscheiden sich nicht nur durch Notenanzahl, Tonumfang, Richtung und andere Parameter, sondern auch durch die Zeitskalen aufeinanderfolgender Takte, welche aus Permutationen einer Folge von 1 bis 6 Viertelnoten gewonnen werden. Es gibt 6 derartige Reihen und folglich 36 Gruppen, welche in quadratischer Anordnung folgende Matrix ergeben:
| 5 | 2 | 3 | 1 | 4 | 6 |
| 3 | 4 | 2 | 5 | 6 | 1 |
| 2 | 6 | 4 | 3 | 1 | 5 |
| 4 | 1 | 6 | 2 | 5 | 3 |
| 6 | 5 | 1 | 4 | 3 | 2 |
| 1 | 3 | 5 | 6 | 2 | 4 |

Es ist erkennbar, dass in jeder Spalte die Folge 1 5 3 2 4 6 oder eine Rotation davon auffindbar ist. Stockhausen benutzte später eine derartige Rotation, 4 6 1 5 3 2, um die Anzahl der Klavierstücke in jeder Gruppe seines geplanten Zyklus von 21 Klavierstücken zu bestimmen. Entscheidend ist hierbei jedoch, dass jede dieser Zeitdauereinheiten von einer der „Klangformen“ oder „Modi“ in der Art, wie sie in Klavierstück II und vielen anderen von Stockhausens Werken aus den Jahren 1952–54 vorkommen, ausgefüllt ist. In der ersten Gruppe erklingen zum Beispiel nacheinander Noten, die einen Akkord aufbauen, während der zweite Takt fünf aufeinanderfolgende Einheiten Stille + Klang hat.
Die Notation, die Stockhausen für das Klavierstück I verwendete, zog bei Erscheinen des Stücks viel Kritik, vor allem von Boulez auf sich, und führte zu mehreren Vorschlägen, wie der Interpret mit den komplexen, eingebetteten „irrationalen Rhythmen“ umgehen sollte. Steins Vorschlag, die äußere Schicht der Verhältnisangaben durch wechselnde Metronomwerte zu ersetzen, die von der schnellstmöglichen Geschwindigkeit der kürzesten Notenwerte ausgehend berechnet werden, wurde später in die veröffentlichte Partitur als Fußnote übernommen, wurde aber von einem Autor als „überflüssig“ und „Fehler“ bezeichnet. Für jeden Pianisten, der Chopin, Liszt, oder Beethoven spielen kann, sollte das Stück „in seinem eigenen System spielbar sein“.
Das Stück klingt mit einem vom Rest des Stückes abgesetzten einzelnen Ton in mittlerer Lage aus.

### Klavierstück II

Die ersten vier Takte von Klavierstück II. Der regelmäßige Wechsel zwischen den zwei Pentachorden c bis f (ohne e) und fis bis h (ohne b) ist in dieser Abbildung farblich gekennzeichnet.

Das Tonmaterial von Klavierstück II besteht aus Rotationen zweier Fünftonmengen (Pentachorden). Daraus ergibt sich, dass im ganzen Stück nur 10 der zwölf Halbtöne der Oktave verwendet werden. Der fehlende Tritonus e b erscheint erst als allerletzter Klang des Stückes im Pianissimo, in der tiefsten, sonst im Stück nicht verwendeten Oktavlage, gewissermaßen als „Schlusspointe“, die außerhalb der Gesamtkonstruktion steht.
Nach einem Autor ist das Stück eine Studie vertikaler Notengruppen, die wie elektronische Tongemische behandelt werden, obwohl Stockhausen das Stück zehn Monate vor seiner ersten praktischen Erfahrung in einem Elektronischen Studio komponiert hatte. Der Unterschied dieser vertikalen Notengruppen zu einfachen Akkorden ist, dass die Noten einer vertikalen Gruppe individuelle Dauern und Lautstärkewerte haben. Es besteht aus dreißig Gruppen, jede als ein Takt notiert; die Takte variieren in der Länge von 1⁄8 bis 5⁄8, welche in fünf verschiedenen Vielfachheiten zwischen 4 und 8 auftauchen: 4 × 1⁄8, 5 × 2⁄8, 6 × 4⁄8, 7 × 5⁄8, 8 × 3⁄8. Diese Gruppen werden eine Anzahl charakteristischer „Klangformen“ weiter organisiert, die auch als „Modi“ bezeichnet werden, die Stockhausen als auf Messiaens Konzept der „Neumen“ zurückgehend angibt. Ihre exakte Natur und Disposition allerdings werden debattiert. Die Ausnützung der besonderen Eigenschaften der verschiedenen Register ist in Stockhausens Werken oft wichtig, aber der einzige Versuch, eine systematische Behandlung von Registern in Klavierstück II nachzuweisen, war nur ansatzweise vorgenommen worden.

### Klavierstück III
Klavierstück III ist das kürzeste Stück des Zyklus und in der Tat die kürzeste aller Kompositionen von Stockhausen. Rhys Chatham schreibt enthusiastisch: „Insbesondere, wenn man Klavierstück III anhört … es ist so, sagen wir, exquisit. Man stellt sich fast vor, man hört etwas so verfeinertes wie eine kultivierte Blueszeile, artikuliert von einem Sänger auf der Ebene von Billie Holiday“
Rudolph Stephan hat es mit einem deutschen Kunstlied verglichen: Die (unspezifizierte) Tonreihe wird so benutzt, dass einige Noten nur zweimal auftauchen, andere dreimal, viermal usw.; das formale Konzept ist das einer stetigen Ausdehnung. Andere Autoren vertreten die Meinung, dass solche Assoziationen zu traditionellen formalen Prozeduren unangemessen sind und attestieren Stephans Analyse „Hilflosigkeit gegenüber der wahren Bedeutung des Werkes“. Rhythmisch besteht das Stück nach einer Analyse aus Varianten und Überlagerungen der Anfangsfolge von sechs Dauern, die als zwei Dreiergruppen ausgedrückt werden (lang-kurz-lang und kurz-lang-mittel) – eine mögliche aber überraschend frühe Reaktion auf Messiaens Methode rhythmischer Zellen, wogegen Klavierstück II nicht umkehrbare (d. h. symmetrische) rhythmische Muster einführt, wie sie ebenfalls von Messiaen benutzt werden. Nach einer anderen Analyse ist es das Muster der ersten fünf Noten, und so durchzieht eine auf der 5 basierte proportionale Zeitstruktur das gesamte Stück.
Analysen des Tonhöhenmaterials fallen im Großen und Ganzen in zwei Lager. Eines, ausgehend von Robin Maconie nimmt an, dass das Stück aus chromatischen Tetrachorden aufgebaut ist; das andere, auf der Grundlegung von Dieter Schnebel und weitergeführt von Jonathan Harvey, geht von Fünftonmengen aus, die aus dem gleichen Tetrachord plus einer kleinen Terz darunter bestehen (0, 3, 4, 5, 6). Harveys Hypothese war Ausgangspunkt einer längeren Analyse von David Lewin, während Christoph von Blumröder eine fast genau so lange Analyse veröffentlicht hat, die Maconies Sicht favorisiert. Ein Reviewer hat Blumröders Analyse als schlüssige Darlegung bezeichnet, dass der Tetrachord tatsächlich die kompositorische Basis ist, einräumend, dass Harveys und Lewins Sicht eine gültige Deutung des fertigen Stückes bleibt.

### Klavierstück IV
Der Komponist gab Klavierstück IV als spezifisches Beispiel punktueller Musik an. In herkömmlicher Terminologie ist das Stück konsequent als linearer zweistimmiger Kontrapunkt geschrieben; die zwei 'Stimmen' sind im Notenbild gekennzeichnet; apperzeptuell werden diese allerdings nicht durch die Tonlage, sondern einerseits durch die Intensitäten getrennt (gleichsam dynamischer 'Kontrast'): Die Stimmen können unabhängig voneinander ihre Intensitäten ändern. Die Intensitätsabschnitte wirken sich gruppierend aus, wodurch Stockhausens eigene 'punktuelle' Einordnung in Zweifel zu ziehen, bzw. abzuschwächen ist.
Andererseits verkörpern die 'Stimmen' unabhängige metrische Schichten und zudem kann (analog zu dem 'Kontrapunkt der Intensitätsabschnitte') jede Stimmenschicht ihr Tempo (nach Stockhausens Definition) unabhängig von der anderen ändern: Jede Stimme stellt sich als eine Sukzession kurzer, mehr oder weniger regelmäßiger Pulssequenzen dar (gleichsam zwei 'Tempo-Melodien', bzw. demnach eine zweischichtige 'Tempo-Polyphonie').
Pierre Boulez war ein früher Bewunderer des Stückes und schickte John Cage eine Abschrift des Schlusses.

## Klavierstücke V–X:Variable Form
Die zweite Gruppe der Klavierstücke wurde gegen Ende von 1953 oder Ende Januar 1954 begonnen, als Stockhausen intensiv mit der Arbeit seiner zweiten elektronischen Studie beschäftigt war. Seine Entscheidung, noch einmal für konventionelle Instrumente zu schreiben war vor allem einem erneuerten Interesse in unmessbaren „irrationalen“ Faktoren in der Instrumentalmusik geschuldet. Diese zeigten sich durch solche Dinge wie Anschlagsarten, die komplexe physische Aktionen beinhalteten, oder das Zusammenspiel metrischer Zeitangaben mit subjektiv bestimmten Dauern, durch physische Aktionen, die als kurze Vorschläge notiert waren und „so schnell wie möglich“ zu spielen sind. Stockhausens Oberbegriff für diese subjektiven Elemente ist „variable Form“. Stockhausen thematisierte in seinem Artikel Erfindung und Entdeckung – Ein Beitrag zur Form-Genese von 1963 den Zufall als formal wirksames, von der Interpretation abhängiges Kriterium speziell in den Klavierstücken V-X, in denen er in seinen Worten versuchte:

„… Unbestimmtheitsrelationen zu komponieren und der relativen Unbestimmbarkeit des spielenden Musikers anzupassen, um nach Maß und Zahl festgelegte und variable Vorgänge […] je nach Zusammenhang als einander ergänzend zu verwenden.“

Die Werke tragen zusammen die Werknummer 4; die Stücke erschienen aber (anders als Nr. 2: Klavierstücke I–IV) in separaten Partituren.
Die ersten vier Stücke dieser zweiten Gruppe, also die Klavierstücke V bis VIII, sollten ursprünglich ungefähr die gleiche Dauer wie die Klavierstücke I bis IV haben; sie wurden recht schnell im Laufe des Jahres 1954 komponiert. An diesem Punkt scheint Stockhausen mit den Stücken aus zwei Gründen unzufrieden gewesen zu sein: (1) sie waren alle sehr kurz, und (2) sie waren zu eindimensional – jedes Stück konzentrierte sich zu offensichtlich auf ein spezielles kompositorisches Problem. Daraufhin dehnte er Klavierstück V beträchtlich über die ursprünglich vorgesehene Dauer hin aus und ersetzte die ursprünglichen Stücke VI und VII komplett durch neue, viel längere Stücke. Obwohl IX und X zur selben Zeit geplant wurden, wurden sie erst 1961 tatsächlich komponiert, und zu dieser Zeit hatte sich ihre Konzeption komplett geändert; das gesamte Werk wurde erst 1963 veröffentlicht, nachdem Klavierstück VI einige weitere grundsätzliche Überarbeitungen erfahren hatte. Im Verlauf dieser zweiten Werkgruppe wird es zunehmend einfacher, die übergeordnete Struktur wahrzunehmen (im Gegensatz zur lokalen Struktur), da die grundlegenden Materialtypen durch zunehmenden Einsatz von Stille stärker differenziert und deutlicher voneinander abgegrenzt werden.
Der originale Plan für diese Stücke, entworfen gegen Anfang des Jahres 1954, beruht auf folgendem Zahlenquadrat:
| 2 | 6 | 1 | 4 | 3 | 5 |
| 6 | 4 | 5 | 2 | 1 | 3 |
| 1 | 5 | 6 | 3 | 2 | 4 |
| 4 | 2 | 3 | 6 | 5 | 1 |
| 3 | 1 | 2 | 5 | 4 | 6 |
| 5 | 3 | 4 | 1 | 6 | 2 |

Die erste Zeile ist eine Allintervallreihe, und anderen Zeilen sind Transpositionen der ersten Zeile auf jedes ihrer Elemente. Eine Grundidee für diese Werkgruppe ist, dass jedes Stück eine andere Anzahl von Hauptabschnitten (zwischen 1 und 6) haben sollte, jeder durch ein anderes Tempo bestimmt. Stockhausen erhält die Anzahl der Hauptabschnitte („Tempogruppen“) jedes Stückes aus der zweiten Zeile des grundlegenden Quadrates, also 6 Abschnitte für Klavierstück V, 4 für Klavierstück VI usw. Die Zeilen des ersten Quadrates werden nun von vorne benutzt, um die Anzahl der Unterabschnitte jeder Tempogruppe zu bestimmen; so ergibt sich eine Einteilung der sechs Tempogruppen von Klavierstück V in 2, 6, 1, 4, 3 und 5 Untergruppen, von Klavierstück VI in 6, 4, 5 und 2 Untergruppen usw. Fünf weitere Quadrate werden aus diesem ersten dadurch abgeleitet, dass man in der zweiten, dritten Zeile usw. beginnt. Diese sechs Quadrate „stellen eine hinreichend große Anzahl von Proportionen für alle Stücke im Zyklus zur Verfügung, aber außer der Bestimmung der Tempogruppen und Hauptunterabschnitte tragen sie sehr wenig zur Bestimmung des aktuellen Gehaltes jedes Stückes oder der Anzahl der Eigenschaften bei, auf die die Quadrate angewandt werden.“
Alle sechs Stücke waren ursprünglich David Tudor gewidmet, aber das wurde später so geändert, dass Tudor die Widmung der Partituren der Stücke V bis VIII behält, während IX und X Alfons und Aloys Kontarsky gewidmet sind.
Die Uraufführungen von V bis VIII gab Marcelle Mercenier, und zwar Klavierstück V am 21. August 1954 und die anderen am 1. Juni 1955 in Darmstadt, Nr. IX Aloys Kontarsky am 21. Mai 1962 in Köln und Nr. X Frederic Rzewski in Palermo.

### Klavierstück V
Klavierstück V war ursprünglich eine Studie, die sich auf überladene Gruppen von „kleinen Noten“, d. h. kurze Vorschläge konzentrierte, die sich um lange „Zentraltöne“ scharten. Stockhausen überarbeitete und erweiterte diese frühe Version drastisch, brachte die Vorschlagsnotengruppen in weniger extreme Register und benutzte das Ergebnis als Hintergrund für eine ganz neue Anzahl überlagerter Figuren, die auf Reihen aufbauten, welche ganz unabhängig vom ursprünglichen Material waren. Diese Endversion wurde in Darmstadt von Marcelle Mercenier am 21. August 1954 uraufgeführt, zusammen mit den Klavierstücken I bis IV. Das Stück hat sechs Abschnitte, jeder in einem anderen Tempus, mit den schnellsten Tempi in der Mitte und den langsamsten am Ende. Jeder Abschnitt besteht aus mehreren Gruppen von großer Verschiedenheit und Unterscheidbarkeit, zwischen einer einzigen kurzen Note gegen Ende des sechsten Abschnittes bis zu einer Gruppe von siebenundvierzig Noten im dritten Abschnitt. Im Kontext dieses Stückes ist eine „Gruppe“ eine ausgehaltene Zentralnote mit Vorschlägen davor, währenddessen, oder danach. Diese drei Möglichkeiten werden durch den Gebrauch oder Nichtgebrauch des Pedals zu sechs verdoppelt.
Das Stück ist als „das 1950er-Jahre-Gegenstück eines Chopin-Nocturne, elegant und kristallin“ beschrieben worden.

### Klavierstück VI
Klavierstück VI existiert in vier Versionen: (a) ein Stück, das nicht viel länger als Klavierstück III ist, wohl im Mai 1954 komponiert und komplett verworfen; (b) eine erste Version in „voller Länge“, entworfen vor dem 12. November und am 3. Dezember fertiggestellt, mit einer am 10. Dezember 1954 erstellten Reinschrift; (c) eine vollständige Überarbeitung von Version b, wahrscheinlich bis zum März 1955 fertiggestellt (dies ist die Version, die David Tudor einige Jahre später aufgenommen hat); (d) die endgültige, veröffentlichte Version, die viel neues Material hinzufügt, entstanden 1960 oder 1961.
Die erste, verworfene Version von Klavierstück VI benutzte symmetrische Akkorde mit festem Register und dazu Gruppen von Vorschlagsnoten-Akkorden um Taktgruppen von Einzelnoten. Die symmetrische Tonhöhenstruktur war wahrscheinlich nach den ineinandergreifenden Akkorden am Anfang von Weberns Symphonie (op. 21) modelliert, aber das „fast klaustrophobische Insistieren auf dem engen Tonumfang“ des Klavierstücks und seine „krampfartigen, zuckenden Rhythmen“ bewirken zusammen einen Charakter, der nur für ein kurzes Stück angemessen ist.
Am 5. Dezember 1954, kurz nach der Fertigstellung der zweiten Version, drückte Stockhausen in einem Schreiben an seinen Freund Henri Pousseur große Zufriedenheit mit seinem neuen Stück aus, das drei Monate gebraucht und nun vierzehn Seiten erreicht hatte, und an Karel Goeyvaerts schrieb er, das Stück sei rein, aber lebendig. Im Januar 1955 aber hatte er inzwischen entschieden, dass die Harmonie nicht „sauber“ genug sei und schrieb das Stück noch einmal vollständig neu.
Eine Neuerung der Notation, die in der Endversion dieses Stückes eingeführt wurde, ist die graphische Anzeige von Tempoänderungen auf einem 13-Linien-„Notensystem“. Eine steigende Linie bedeutet Accelerando, eine fallende Linie Ritardando, und bei einer Pause verschwindet die Linie komplett. Diese Notation ist genauer als die traditionellen Angaben.

### Klavierstück VII
Klavierstück VII wurde ursprünglich als Versuch komponiert, periodische Rhythmen wieder in serielle Strukturen einzuführen, und ist in dieser Form am 3. August 1954 fertiggestellt worden. Der Kompositionsprozess hatte bereits eine Anzahl Überarbeitungen mit sich gebracht, und schließlich verwarf Stockhausen diese Version, anscheinend teilweise wegen der drastischen Reduktion der rhythmischen Subtilität, aber auch wegen der beharrlich anhaltenden Schwierigkeiten, starke tonale Implikationen zu vermeiden, die aus der gewählten seriellen Konzeption der Tonhöhenstruktur hervorgingen. Die sich nach Richard Toop angeblich ergebende Webern-plus-Messiaen-Harmonie habe eine träge Schönheit, die die berauschende, dekadente Welt von Richard Wagners Tristan und Henri Duparcs L’extase zurückrufe, wäre aber stilistisch so unpassend im Rahmen der anderen Klavierstücke, dass es leicht einzusehen sei, warum Stockhausen sie verwarf. Zwischen März und Mai 1955 schrieb Stockhausen mit der veröffentlichten Version von Klavierstück VII ein ganz anderes Stück.
Wie das originale, verworfene Stück ist die neue Version in fünf tempo-definierte Abschnitte eingeteilt (MM 40, 63,5, 57, 71, 50,5). Die auffälligste Besonderheit von Klavierstück VII sind die Resonanzen, die durch stumm gedrückte Tasten entstehen, deren Saiten durch akzentuierte Einzelnoten zum Mitschwingen gebracht werden. Am Anfang wird ein auffälliges cis' mehrmals wiederholt, jedes Mal mit einer anderen Resonanz gefärbt. Das wird durch stumm gedrückte Tasten und das mittlere Pedal erreicht, so dass die Dämpfer gelöst werden und bestimmte Noten durch Anschlag anderer Noten zum Mitschwingen gebracht werden können. So können für dieselbe Tonhöge verschiedene Klangfarben erzeugt werden. Im Verlauf des Stückes folgt dem cis' eine Reihe von Tonhöhen mit irregulären, unvorhersehbaren Dauern und Eintrittsintervallen, und jedes Mal mit verschiedener Einfärbung. Die Wiederholungen dieser zentralen Noten bringen sie besonders in den Vordergrund.

### Klavierstück VIII
Klavierstück VIII ist das einzige Stück unter diesen sechs, das eng am ursprünglichen Plan orientiert ist. Es besteht aus zwei Tempogruppen (Tempo Nr. 6: ♪ = 80 und Tempo Nr. 5: ♪ = 90), die erste in drei Teile aufgeteilt, die zweite in zwei. Zahlenfolgen, aus den ursprünglichen 6×6-Quadraten abgeleitet, werden benutzt, um mehr als ein Dutzend anderer Dimensionen des Werks zu steuern, darunter die Anzahl der untergeordneten Gruppen, Anzahl der Noten pro Gruppe, Eintrittsintervall (sowohl Umfang als auch Verteilung), absolute Notendauer, Lautstärkegrad, Hüllkurve, Vorschlagsnotengruppen (Anzahl der Anschläge, vertikale Dichte pro Anschlag, relative Position zu den Hauptnoten), und eine Anzahl weitere Spezifikationen der Hauptnoten.

### Klavierstück IX

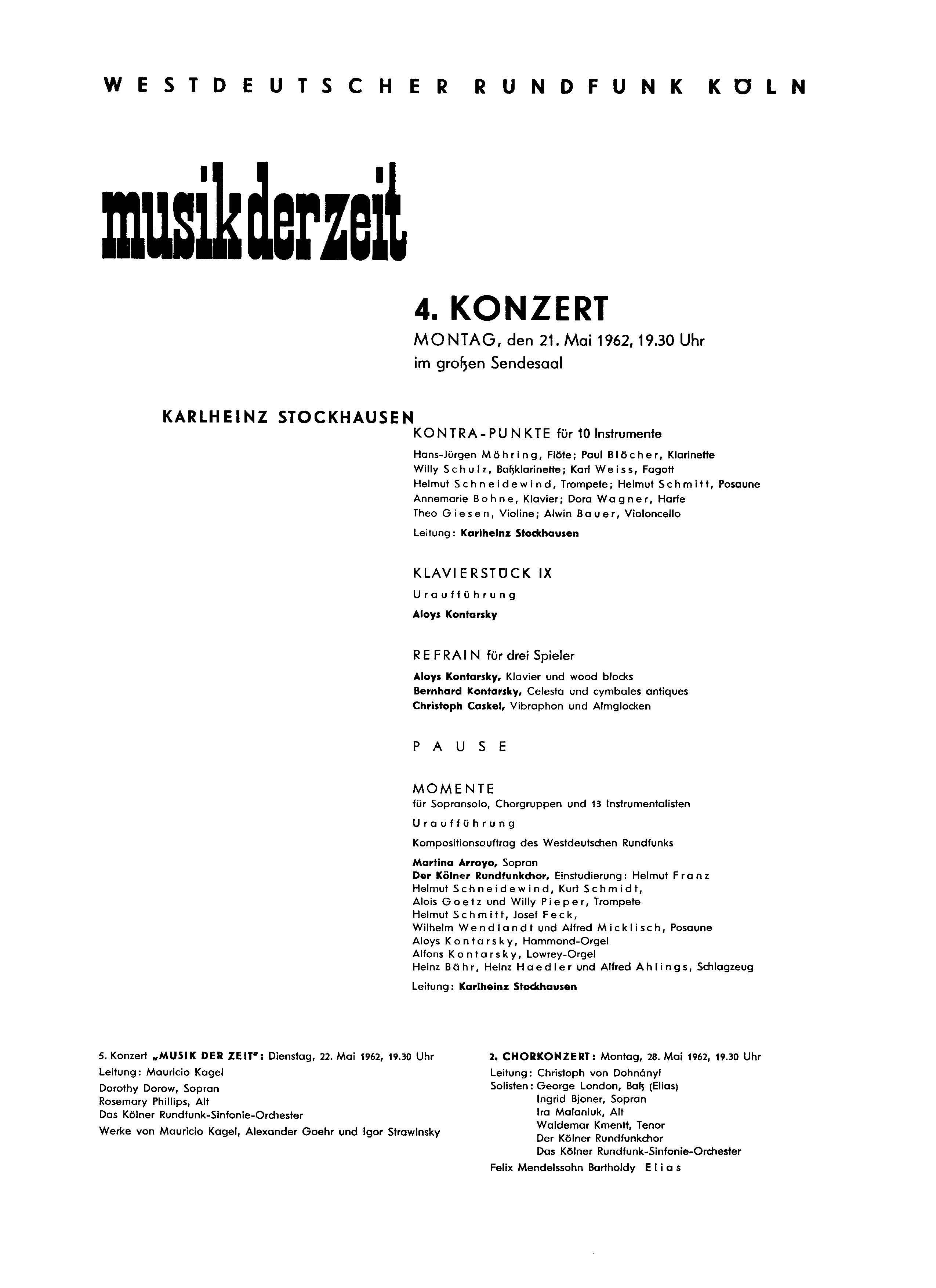
Programmzettel zur Uraufführung

Klavierstück IX präsentiert zwei stark zueinander im Kontrast stehende Ideen: ein vierstimmiger Akkord, der fortwährend in periodischen Rhythmen wiederholt wird und eine langsam ansteigende chromatische Skala, bei der jede Note eine andere Dauer hat. Diese Ideen werden abgewechselt und gegeneinandergestellt, und schließlich im Erscheinungsbild eines neuen Gewebes von schnellen, unregelmäßig voneinander abgesetzten periodischen Gruppen im hohen Register zusammengeführt. Stockhausen nutzt absichtlich die Unmöglichkeit aus, alle vier Töne der wiederholten Akkorde exakt gleichzeitig und gleich stark anzuschlagen (ein weiteres Beispiel für die „variable Form“), so dass sich die Töne konstant und unfreiwillig in den Vordergrund schieben. Aloys Kontarskys Anschlag war allerdings so gleichmäßig, dass Stockhausen ihn bitten musste, dieser Zufälligkeit nachzuhelfen, um den Akkord zu „zerlegen“. Die rhythmischen Proportionen über das Stück hin werden von der Fibonacci-Folge bestimmt, teils direkt (1, 2, 3, 5, 8, 13, 21 usw.), teils in aufaddierter Form (1, 1 + 2 = 3, 1 + 2 + 3 = 6, 1+ 2 + 3 + 5 = 11 usw.), mit dem Ergebnis 1, 3, 6, 11, 19, 32, 53 usw.
Bernd Alois Zimmermann, der mit Stockhausen auf äußerst heiklem Fuß stand, hat für sein Orchesterwerk Musique pour le soupers du Roi Ubu (1962–67) im letzten Satz – Marche de décervellage (Gehirnzermantschungsmarsch) betitelt – den ersten Akkord aus Klavierstück IX, der bei Stockhausen 280-mal angeschlagen wird, bei Zimmermann 631-mal, als Folie für Zitate aus Berlioz’ Symphonie fantastique und Wagners Walkürenritt verwendet.
Klavierstück IX wurde von Aloys Kontarsky am 21. Mai 1962 im WDR Köln in der Reihe Musik der Zeit uraufgeführt.

### Klavierstück X
Siehe Hauptartikel Klavierstück X (Stockhausen).
Für Klavierstück X verwendete Stockhausen Reihen, um variierende Grade von Ordnung und Unordnung darzustellen, wobei nach Herbert Henck größere Ordnung mit geringerer Dichte, erhöhter Erkennbarkeit, Durchhörbarkeit und stärkerer Isolierung der musikalischen Gestalten verbunden sei. Das Stück besteht aus einem Prozess, der von Unordnung und Chaos zur Ordnung fortschreitet. Aus einem gleichförmigen Anfangszustand großer Unordnung bilden sich in zunehmender Zahl prägnante Figuren heraus. Am Ende werden die Figuren in einer übergeordneten Gestalt vereinigt. Henck, der Klavierstück X als eines der bemerkenswertesten Klavierstücke des 20. Jahrhunderts bezeichnet, betont, dass „in keinem anderen ihm bekannten Werk Klaviercluster stärker in den systematischen, architektonischen und fast schon wissenschaftlich zu nennenden Zusammenhang einbezogen sind“.
Stockhausen verließ den ursprünglichen Plan des Stückes, der drei große Abschnitte vorsah, und ersetzte ihn durch einen Plan, der auf siebenstufigen Skalen aufbaut. Eine grundlegende Reihe, die mit den stärksten Kontrasten beginnt und dem mittleren Wert zustrebt, wurde gewählt: 7 1 3 2 5 6 4. Auf komplexe Weise entsteht aus dieser einen Zahlenreihe die gesamte Struktur der Komposition. Sie besteht aus sieben Phasen, vor die Stockhausen noch einen achten Abschnitt setzte, der die sieben Phasen auf eine einzige komprimiert.
Es gibt mindestens dreizehn separate musikalische Dimensionen, die in siebenstufige Skalen organisiert sind:
1. „Charaktere“ aus Akkorden (1 bis 7 Noten)
2. Charaktere aus Clustern (3, 6, 10, 15, 21, 28 oder 36 Noten pro Cluster) z. T. unter Einsatz des gesamten Unterarms inklusive der Hand.
3. „Basisdauern“, globale Tondauern (1, 2, 4, 8, 16, 32, 64 Zeiteinheiten)
4. Dauern von Aktionen und Pausen
5. Notenwerte, die die Aktionsdauern einteilen (1 bis 7 Teile)
6. Anschlagsdichten (eine zweidimensionale „Skala“, oder 7×7-Matrix)
7. Grade von Ordnung/Unordnung
8. Dynamik (ppp, pp, p, mf, f, ff, fff)
9. Tonumfang (Bandbreite)
10. Bewegungsform
11. Klangcharakteristik (aneinandergehängte Cluster, Wiederholungen, Arpeggien usw.)
12. Pausen
13. Klangformung durch Pedalisierung

Nur Tonhöhen sind nicht in Siebenerskalen organisiert, sondern in Sechserskalen, auf dem Hexachord a f ais g fis gis und Ableitungen davon basierend. Es ist identisch mit der ersten Hälfte der Zwölftonreihe, die in den Klavierstücken VII und IX benutzt wird, und auch in Gruppen für drei Orchester (Werk Nr. 6).
Klavierstück X ist ein Auftragswerk für Radio Bremen und sollte von David Tudor bei dem Musica Nova-Festival im Mai 1961 uraufgeführt werden. Allerdings wurde die Partitur nicht rechtzeitig fertig, Tudor konnte das Stück nicht einstudieren und seine Tourneetätigkeit ließen ihm später keine Zeit es aufzuführen. Am 10. Oktober 1962 spielte schließlich Frederic Rzewski die Uraufführung im Rahmen des dritten Settimano Internazionale Nuova Musica in Palermo. Im begleitenden Kompositionswettbewerb, dem Concorso Internazionale SIMC 1962 erlangte das Stück nur den zweiten Preis. Rzewski spielte auch die deutsche Erstaufführung in München am 20. März 1963 und nahm es für Radio Bremen am 2. Dezember 1963 sowie für den WDR am 16. Januar 1964 auf. Am 22. Dezember 1964 produzierte Ariola in seinen Tonstudios Berlin eine Aufnahme mit Rzewski für die Veröffentlichung.

## Klavierstück XI:Vieldeutige Form
Klavierstück XI ist für seine offene Form bzw. aleatorische Struktur bekannt (Stockhausen spricht von vieldeutiger Form). Die mobile Struktur und das graphische Layout des Werkes erinnern an Morton Feldmans Intermission 6 (1953) für ein oder zwei Klaviere, in dem 15 Fragmente auf einem einzelnen Notenblatt verteilt sind. Es ist mit der Bemerkung versehen: „Komposition beginnt mit irgendeinem Klang und geht mit irgendeinem anderen weiter“. Im gleichen Jahr hatte Earle Brown sein Twenty-five Pages für 1 bis 25 Pianisten komponiert, in dem die Seiten in einer von den Aufführenden gewählten Reihenfolge angeordnet werden, die Seiten haben kein definiertes Oben oder Unten, und Ereignisse in jedem der zwei Akkoladen können entweder im Violin- oder im Bassschlüssel gelesen werden. David Tudor berichtet von einem Köln-Aufenthalt 1955, als er eine Version von Feldmans Stück vorbereitete und Stockhausen ihn fragte:

“What if I wrote a piece where you could decide where you wanted to go on the page?” I said I knew someone who was already doing one, and he said, “In that case I shall not compose it”. So I retracted, and said it was just an idea my friend was thinking about, and told him he mustn’t consider any other composer but should go ahead and do it anyway, and that led to Klavierstück No 11.

„„Was wäre, wenn ich ein Stück schreibe, bei dem Sie entscheiden könnten, wohin auf der Seite Sie gehen wollen?“ Ich sagte, dass ich jemanden kenne, der bereits eines schreibt, und er antwortete: „In diesem Fall werde ich es nicht komponieren“. So machte ich einen Rückzieher und sagte, es sei nur eine Idee, über die mein Freund nachdenkt, und sagte ihm, er dürfe nicht an andere Komponisten denken, sondern vorwärts gehen und es trotzdem schreiben, und das führte zu Klavierstück XI.“

Vom Seitenlayout abgesehen haben Feldmans und Stockhausens Kompositionen wenig Gemeinsamkeiten. Feldman gibt nur einzelne Töne und Akkorde, ohne Angaben zu Rhythmik oder Dynamik.

Die Partitur (Originalgröße 54 × 94 cm)

Klavierstück XI besteht aus 19 Gruppen, die über eine einzige große Seite (54 × 94 cm) verteilt sind. In Stockhausens Spielanweisung heißt es: „Der Spieler schaut absichtslos auf den Papierbogen und beginnt mit einer zuerst gesehenen Gruppe; diese spielt er mit beliebiger Geschwindigkeit (die klein gedruckten Noten immer ausgenommen), Grundlautstärke und Anschlagsform. Ist die erste Gruppe zu Ende, so liest er die folgenden Spielbezeichnungen für Geschwindigkeit (T°), Grundlautstärke [„ff bis ppp“, alle anderen Dynamikangaben sind relativ zu diesen] und Anschlagsform [legato, normal, portato, staccato, dazu noch zwei Anschlagsformen mit stumm gedrückten Tasten], schaut absichtslos weiter zu irgendeiner der anderen Gruppen und spielt diese, den drei Bezeichnungen gemäß.“ Der Spieler soll niemals bestimmte Gruppen miteinander verbinden oder Gruppen auslassen wollen. Jede Gruppe ist mit jeder anderen verknüpfbar und kann mit jeder der sechs Geschwindigkeiten (zwischen „sehr schnell“ und „sehr langsam“), Grundlautstärken und Anschlagsformen gespielt werden. „Wird eine Gruppe zum zweitenmal erreicht, so gelten eingeklammerte Bezeichnungen“, meist Transpositionen um ein oder zwei Oktaven oder es werden Töne hinzugefügt bzw. weggelassen. „Wird eine Gruppe zum drittenmal erreicht, so ist eine der möglichen Realisationen des Stückes zu Ende. Dabei kann es sich ergeben, daß einige Gruppen nur einmal oder noch gar nicht gespielt wurden. Das Klavierstück sollte möglichst zweimal oder mehrmals in einem Programm gespielt werden.“
Obwohl das Stück mit einem komplexen seriellen Plan komponiert ist, haben die Tonhöhen nichts mit Zwölftontechnik zu tun, sondern sind aus den Proportionen der vorher komponierten Rhythmen abgeleitet. Die Dauern beruhen auf einer Anzahl von Matrizen mit der Zeilenzahl sechs; die Spaltenzahl variiert von zwei bis sieben. Diese Matrizen „laufen auf Mengen zweidimensionaler ‚Skalen‘ hinaus“. Die erste Zeile jeder dieser Rhythmusmatrizen besteht aus einer Folge Schritt für Schritt steigender Dauernwerte: Zwei Spalten ♪ + ♩, drei Spalten ♪ + ♩ + ♩. und so weiter bis zu sieben Spalten; jede Zeile unter der ersten besteht aus zunehmend feineren, unregelmäßigen Unterteilungen dieses Wertes. Diese „zweidimensionalen Skalen“ werden nun systematisch permutiert, und die sechs entstehenden, zunehmend größeren Matrizen wurden kombiniert, um die Spalten einer neuen, komplexen endgültigen Rhythmusmatrix mit sechs Spalten und sechs Zeilen zu bilden. Stockhausen wählte nun neunzehn aus den sechsunddreißig verfügbaren rhythmischen Strukturen aus, um die Fragmente von Klavierstück XI zu bilden.
|    | #5 |     | #11 |     | #17 |
|    | #6 | #8  |     |     | #18 |
| #1 |    | #9  | #12 |     | x   |
| #2 |    |     | #13 | #14 |     |
| #3 |    | #10 |     | #15 |     |
| #4 | #7 |     |     | #16 | #19 |

Stockhausens Plan war anscheinend, eine gleiche Anzahl von Fragmenten aus jeder Zeile (Komplexitätsgrad der Einteilung) und jeder Spalte (Gesamtdauer des Fragments) auszuwählen, außer aus der ersten Spalte (kürzeste Dauer) und der letzten Zeile (komplexeste Einteilung). Das wird durch die Tatsache nahegelegt, dass er ursprünglich Spalte 6, Zeile 3 für das letzte Fragment auswählte (markiert durch x in der Illustration), sich aber später zugunsten der unteren rechten Zelle umentschied. Als Stockhausen seine Fragmente aufschrieb, verdoppelte er die Notenwerte gegenüber denen in der Matrix, so dass in der Partitur die Fragmente 1–4, 5–7, 8–10, 11–13, 14–16 und 17–19 die Gesamtdauern von 3, 6, 10, 15, 21 und 28 Viertelnoten haben. Innerhalb dieser Gruppen gibt es einen „Haupttext“ aus Melodie und Akkorden. Darin eingestreut sind Gruppen von Vorschlagsnotenakkorden und Clustern (von Stockhausen „Klangbänder“ genannt) sowie Tremolos, Triller und Harmonien und Obertönen. Diese beiden Ebenen sind unabhängig voneinander gebaut.
David Tudor gab die Welturaufführung von Klavierstück XI am 22. April 1957 in New York, in zwei sehr verschiedenen Versionen. Aufgrund eines Missverständnisses hatte Stockhausen die Welturaufführung Wolfgang Steinecke für die Darmstädter Ferienkurse im Juli versprochen, mit Tudor als Pianisten. Als Luigi Nono ihn von Tudors New Yorker Auftritt informierte, wurde Steinecke wütend. Tudor schrieb eine Entschuldigung, und Steinecke fand sich mit der europäischen Erstaufführung ab; dann aber plante Tudor, das Stück zwei Wochen vor Darmstadt in Paris aufzuführen, aber er erkrankte im Juli schwer, und so fand die europäische Premiere am 28. Juli 1957 statt, dem letzten Tag der Kurse in der Orangerie in Darmstadt: Der Pianist Paul Jacobs spielte zwei Versionen – im Programmheft als Welturaufführung angekündigt.

## Nicht durchgeführte Pläne
In den Jahren 1958 und 1959 plante Stockhausen eine vierte Werkgruppe, Klavierstücke XII–XVI, die viele verschiedene Arten variabler Formen beinhalten sollte, mit einer Anzahl neuartiger Notationsmethoden. Diese Gruppe kam aber nie über das Planungsstadium hinaus.

## Klavierstücke XIIbisXIX:Formelkomposition undLicht-Zyklus
Die Stücke von XII bis XIX sind alle mit dem Opernzyklus Licht (1977–2003) verbunden und scheinen den ursprünglichen Organisationsplan nicht wieder aufzunehmen: Obwohl Klavierstück XIX diesem Plan gemäß das Ende der fünften Gruppe bilden würde, gibt es keine offenkundige 5+3-Einteilung, die zu einer Zäsur zwischen den Klavierstücken XVI und XVII geführt hätte, welche aber beide mit derselben Oper verbunden sind und sich im Charakter sehr ähneln. Es gibt aber stattdessen eine Unterscheidung zwischen den drei Klavierstücken XII bis XIV und den fünf restlichen, da die ersten drei (wie ihre Vorgänger) für das Klavier, die späteren aber vor allem für Synthesizer geschrieben wurden.
Die ersten drei dieser Stücke entstammen Szenen, in denen das Klavier in der Oper dominiert. Demgemäß basieren sie auf der Superformel des Opernzyklus Licht oder davon abgeleitete Formeln der jeweiligen Opern.

### Klavierstück XII
Klavierstück XII (zu Werk Nr. 49¾ „Examen“) ist in drei große Abschnitte eingeteilt, die mit den drei „Prüfungen“ im ersten Akt, dritte Szene von Donnerstag aus Licht (1979) korrespondieren, aus denen das Klavierstück 1983 adaptiert wurde. Diese Szene wurde anhand der zweiten Note von Michaels „Donnerstag“-Superformel gebildet, ein e, das in drei Teile geteilt ist: punktierte Sechzehntel, Zweiunddreißigstel und Achtel. Dieser Rhythmus beherrscht die Dauern der drei „Prüfungen“ der Szene, und daher auch des Klavierstücks (3:1:4). Die drei überlagerten polyphonen Melodien („Formeln“) der Superformel werden vom Register her in diesen drei Sätzen rotiert, so dass die Eva-Formel im ersten Abschnitt die höchste, die Luzifer-Formel im zweiten Abschnitt die höchste, und die Michael-Formel die oberste im dritten Abschnitt ist. Das entspricht der Dramaturgie, da Michael der prüfenden Jury sein Leben auf der Erde vorführt, nacheinander aus dem Blickwinkel seiner Mutter (die Eva repräsentiert), seines Vaters (der Luzifer repräsentiert) und seinem eigenen. Die oberste Linie ist in allen Fällen die am reichsten verzierte. Jede Melodie beginnt mit einem anderen charakteristischen Intervall, gefolgt von einem Halbton in Gegenrichtung, und diese Dreitonfigur dominiert im weiteren Verlauf des Abschnittes: steigende große Terz und fallende kleine Sekunde, steigende große Septim (die erste Note mehrmals wiederholt) und fallende kleine Sekunde, und schließlich eine fallende reine Quarte und eine steigende kleine Septim.
In der Oper wird Michael in der ersten Prüfung von einem Tenor dargestellt, in der zweiten von einer Trompete (mit einem Bassetthorn als zusätzlicher Begleitung), und in der dritten von einem Tänzer. Er wird durch die ganze Szene hindurch von einem Pianisten begleitet. Die Oberfläche wird vor allem von den „Ornamenten“ und „Improvisationen“ der Superformel gebildet. In der Version für Klavier allein wird das Material für den Tenor, die Trompete und das Bassetthorn in die Klaviertextur integriert, oder vom Pianisten gesummt, gepfiffen oder gesprochen. Stimmgeräusche, ebenso wie die weitläufigen Glissandi und die Noten gezupfter Klaviersaiten stammen direkt aus der Superformel und sind, was Stockhausen „Gefärbte Stillen“ nennt – Pausen, die durch kurze akzentuierte Noten oder gleitende Geräusche „vitalisiert“ werden. Die klaren melodischen Abschnitte und gefärbten Stillen werden gegeneinandergesetzt und kombiniert, um die mittleren Abschnitte in Klavierstück XII zu bilden. Aufgrund der Proportionenreihe ist der mittlere Abschnitte der kürzeste und beseelteste, während der letzte der langsamste und längste der drei ist.

### Klavierstück XIII

Vier Takte aus dem zweiten Teil (82–85). Der Zentralton wechselt gerade von a auf gis. Die Zahlen in den Kästen sind Tempoangaben (Viertel pro Minute)

Klavierstück XIII von 1981 (Werk Nr. 51½) war ursprünglich für Klavier komponiert worden und wurde später, mit einem hinzugefügten Bass-Sänger, die Szene 1 (Luzifers Traum) von Samstag.
Die Schlüsselkomponenten dieses Stückes werden ganz am Anfang zum Klingen gebracht: eine aufwärtsspringende große Septim im tiefsten Register, dasselbe Intervall simultan gespielt im mittleren Register, und eine einzelne sehr hohe Note bilden fünf tonale Schichten, die die ganze Komposition entfaltet. Diese fünf Kontrapunktschichten werden aus der dreischichtigen Superformel von Licht in drei Schritten entwickelt. Zuerst werden die drei Schichten des sechsten Abschnittes („Samstag“, Takte 14 bis 16) für die Hintergrundstruktur der Oper Samstag aus Licht extrahiert. Zweitens wird eine vierte Schicht, eine komplette Darstellung der „nuklearen“ Form der Luzifer-Formel, auf die Dauer des Samstag-Segmentes komprimiert, im tiefsten Register überlagert. Drittens wird dem Anfangsteil, der der ersten Szene der Oper entspricht, eine fünfte Schicht hinzugefügt. Diese besteht aus der kompletten Luzifer-Formel, mit allen Einfügungen und Ausschmückungen, noch weiter komprimiert, um die Dauer der Szene auszufüllen, und in das mittlere Register platziert.
Die Rhythmen der fünf Schichten teilen die Gesamtdauer des Stückes (theoretisch 27:04 Minuten) in Abschnitte aus 1, 5, 8, 24 und 60 gleiche Teile ein. Von diesen fünf Abschnitten ist der dominierende die steigende Quintole in der Luzifer-Schicht der meisten im Hintergrund liegenden Schicht, von der jede Note (gis, a, ais, h, c) der Zentralton der ganzen Luzifer-Formel wird, auskomponiert zu einer Dauer eines Fünftels der Gesamtdauer des Stückes. Die Dichte der rhythmischen Aktivität in dieser Formel wird zunehmend erhöht: durch Teilung der Noten jedes der fünf Abschnitte durch die ersten fünf Glieder der Fibonaccifolge: 1, 2, 3, 5, 8; das heißt, im ersten Abschnitt erscheinen die Noten in ihrer originalen Form, im zweiten Abschnitt wird jede halbiert, im dritten gedrittelt und so weiter. Schließlich wird ein Prozess, wo „diese extremen Kompressionen anfangen, die die Form zerstören bis zur Nicht-mehr-Wahrnehmbarkeit, um Stille und stehenden Klang hervorzurufen“
dem Ablauf des Werkes überlagert. „Die Formel wird aufgestellt (Das Skelett ist schon in der ersten Phase vorhanden). Dann wird die Formel immer mehr komprimiert – in allen Teilen – bis zur Nicht-mehr-Wahrnehmbarkeit, um (auf Grund der Kompression) Stille und Nichts – Leere zu erzeugen“. Das wird durch ein serielles Vertauschungsschema aus Stauchungen, Dehnungen und Pausen erreicht, die angelegt sind, um maximale Ausbreitung der Erosionen zu bewirken, um wiederholte Modifikationen immer wieder derselben Elemente zu vermeiden. Diesem graduellen Prozess, der von dem stetigen Anstieg der Tonhöhe von Abschnitt zu Abschnitt der Luzifer-Formel unterstützt wird, entspricht der Abstieg vom oberen Register der Eva-Formel, charakterisiert durch Terzintervalle. Kurz vor dem Ende des Stückes konvergieren die Formeln von Luzifer und Eva. An diesem Punkt bestätigt die Eva-Melodie sich selbst, und, da der formale Prozess jetzt beendet ist, klingt die Musik aus, der Klavierdeckel wird langsam geschlossen.

### Klavierstück XIV
Klavierstück XIV, auch Geburtstags-Formel genannt (zu Werk Nr. 57⅔), wurde am 7. und 8. August 1984 in Kürten als Klang-Geschenk für Pierre Boulez zu dessen sechzigstem Geburtstag komponiert. Pierre-Laurent Aimard spielte die Uraufführung in einem Geburtstagskonzert für Boulez, das am 31. März 1985 in Baden-Baden gegeben wurde. Mit einem hinzugefügten Mädchenchor wurde es Akt 2, Szene 2 von Montag aus Licht.
Zwei Monate, bevor er diesen Anfangsteil aus Montag aus Licht komponierte, sagte Stockhausen (aus einem in Englisch geführten Interview übersetzt):

“I have had the feeling for some time that Monday will be very different—very new for me too, because I have the feeling Monday is the reverse, because it’s the birth. So it’s the reverse of everything that I have done up to now. Most probably all the formulas will be upside-down, will be mirrored: like The Woman is in respect to the men. I think all the structural material all of a sudden is going to change drastically in the detail.”

„Ich hatte eine zeitlang das Gefühl, dass Montag sehr anders werden wird – auch für mich sehr neu, da ich das Gefühl habe, dass Montag das Gegenteil ist, weil es die Geburt ist. Damit ist es die Umkehrung von allem, was ich bis dahin gemacht habe. Höchstwahrscheinlich werden alle Formeln auf dem Kopf stehen, werden gespiegelt sein, wie es die Frau im Verhältnis zum Mann ist. Ich glaube, das gesamte strukturelle Material wird sich urplötzlich im Detail drastisch ändern.“

Nur zwanzig Takte lang, und in der Aufführung nur 6 Minuten dauernd, ist Klavierstück XIV viel kürzer als seine unmittelbaren Vorgänger, da es im Wesentlichen aus einer einzigen, einfachen Darstellung der Licht-Superformel besteht. Im Vergleich mit der dreiteiligen Struktur von Klavierstück XII und der fünffachen Aufteilung von Klavierstück XIII passt dieses Stück in die sieben Abschnitte der Superformel, der es so dicht folgt.
Bei der Adaption für das Klavier machte Stockhausen zwei größere Änderungen an der Superformel. Erstens wird die Eva-Formel (Die mittlere Zeile der originalen Superformel) ins obere Register transponiert, im Tausch mit der Michael-Formel, die in den mittleren Bereich verschoben wird, während die Luzifer-Formel in ihrer originalen Position im Bass verbleibt. Dies rückt die Eva-Formel in den Vordergrund, angemessenerweise, da im Licht-Zyklus der Montag der Tag Evas ist Zweitens erscheinen die Formeln von Eva und Luzifer invertiert zueinander, während die Michael-Formel im Wesentlichen unverändert bleibt; das geschieht durch einen Prozess, den Stockhausen Scheinspiegelung nennt. Dazu werden einige der benachbarten Kerntöne der Melodie vertauscht. Zum Beispiel besteht die Luzifer-Formel in ihrer originalen Gestalt aus einem hämmernden, wiederholten tiefen G, gefolgt von einem mächtigen, anschwellenden Aufwärtssprung um eine große Septim zum fis. Dem folgt eine aufsteigenden leiterartigen Figur, das gleiche Intervall ausfüllend. Im Klavierstück nun wird diese erste, oft wiederholte Note das fis, gefolgt von einem Abwärtssprung mit Crescendo zum tiefen G; eine Adaption der Leiterfigur füllt nun die fallende Septim. Die Eva-Formel, jetzt reich ausgeschmückt, tauscht ähnlich die Noten aus, so dass die ursprünglich steigende große Terz von C nach E stattdessen von E nach C absteigt. An einer späteren, herausgestellten Stelle führen ähnliche Tauschvorgänge dazu, dass die Passage stark an die Intervallfolge erinnert, mit der die Michael-Formel schließt.

### Klavierstück XV
Ab Klavierstück XV (Synthi-Fou 1991, aus Werk Nr. 61⅔ Dienstags-Abschied), das der Schlussteil Dienstag aus Licht ist, begann Stockhausen das traditionelle Klavier durch den Synthesizer zu ersetzen, den er auch, etwas missverständlich, „Elektronisches Klavier“ nannte. Dies rechtfertigte er mit der historischen Entwicklung der Klaviermusik:

„So sieht die Entwicklung der Klaviermusik aus, die ungefähr vierhundert Jahre alt ist – vom Cembalo und Clavichord über Kielflügel, Hammerklavier, Pianoforte, modernes Klavier zum Synthesizer – und wahrscheinlich wird sie solange weitergehen, wie der Mensch zehn Finger hat.“

Um die zwei Instrumente zu unterscheiden, nannte er das traditionelle Instrument „Saitenklavier“. Zudem gesellte er (wie schon bei Kontakte in den 1950er Jahren) noch elektronische Zuspielungen von Band hinzu.
In Klavierstück XV, wird die elektronische Musik durch acht Lautsprecher wiedergegeben, die würfelförmig um das Publikum angeordnet sind. Der Klang bewegt sich räumlich in diesem würfelförmigen Bereich. Der Spieler benutzt vier Klaviaturen und neun Pedale.
Der Wechsel zu Synthesizern öffnete eine große Menge technischer Möglichkeiten. Die Beziehung der Tasten zur Klangproduktion ist grundsätzlich anders als beim Klavier. Stockhausen betont, dass das Spiel nicht mehr von Fingerfertigkeit abhängt. Die Anschlagsdynamik kann in andere Parameter als die Lautstärke umgesetzt werden, etwa Tonhöhenveränderungen oder Vibrato.
Klavierstück XV hat fünf große Abschnitte mit den Titeln Pietà, Explosion, Jenseits, Synthi-Fou, und Abschied.

### Klavierstück XVI
Klavierstück XVI (Werk Nr. 63½, 1995) kann mit Klavier oder Synthesizer oder beiden zusammen von einem Spieler aufgeführt werden und ist mit der zugespielten Klangszene 12 von Freitag aus Licht kombiniert.
Das Stück wurde für den Micheli-Wettbewerb 1997 geschrieben. Es wurde im Oktober 1997 von den drei Finalisten dieses Wettbewerbs aufgeführt. Im Vorwort der Partitur schrieb Stockhausen, dass sein Angebot, mit den Pianisten individuell zu proben, zurückgewiesen wurde. Er konnte das Ergebnis nicht hören; ihm wurde aber zugetragen, dass die Pianisten komplett verloren waren, da sie kein Vorstellung hatten wie das Stück gespielt werden sollte. Die erste öffentliche Aufführung wurde von Antonio Pérez Abellán am 21. Juli 1999 während der Kürtener Stockhausen-Kurse gegeben.
In Klavierstück XVI wird der Zusammenhang mit der Licht-Superformel durch die melodische Struktur von Elufa vermittelt, der neunten „Realen Szene“ in Freitag. Obwohl das Stück genau notiert ist, gibt es keine spezifische Stimme für den Keyboard-Spieler. Stattdessen muss der Spieler wählen, welche Noten er synchron mit der akribisch notierten elektronischen Musik spielen will. Dieses Konzept ist von Maconi mit dem Generalbass-Spiel der barocken Aufführungspraxis verglichen worden.

### Klavierstück XVII
Komet als Klavierstück XVII (Aus Werk Nr. 64, 1994/99) benutzt ebenfalls Elektronische Musik aus Freitag. Gemäß dem Manuskriptvorwort soll es auf einem „elektronischen Klavier“ gespielt werden, aber dieses ist als frei wählbares Tasteninstrument mit elektronischer Klangspeicherung definiert, zum Beispiel einem Synthesizer mit Sampler, Speicher, Klangmodul usw.
Die Partitur autorisiert den Spieler, ein eigenes Werk vor dem Hintergrund der Musik der Szene Kinderkrieg aus Freitag aus Licht zu schaffen. Der Komet ist ein traditionelles Zeichen der drohenden Katastrophe, das zusammen mit den läutenden Schicksalsglocken und der Erinnerung an die Opernszene einer schrecklichen Kinderschlacht, eine pessimistische Weltsicht ausdrückt.
Die Partitur ist Antonio Pérez Abellán gewidmet, der am 31. Juli 2000 die Welturaufführung in einem Konzert während der Stockhausen-Kurse in Kürten gab.
Stockhausen schrieb unter dem Namen Komet noch eine andere Version dieses Stückes für einen Solo-Schlagzeuger mit der gleichen Bandbegleitung.

### Klavierstück XVIII
Klavierstück XVIII (Werk Nr. 73⅔, 2004) mit dem Untertitel „Mittwoch-Formel“ wurde wie das vorige Stück für ein „elektronisches Klavier“ (in diesem Fall explizit als „Synthesizer“ definiert) geschrieben, beinhaltet aber keine Band-Zuspielung.
Nach der Freiheit, die in den beiden vorigen Stücken gewährt/abverlangt wurde, kehrt Klavierstück XVIII zur vollständig bestimmten Notation für den Keyboard-Spieler zurück. Es zeigt auch wieder die Licht-Superformel an der Oberfläche, die bei Klavierstück XV abwesend war. Analog zu Klavierstück XIV handelt es sich um eine einfache Präsentation der Formel, hier allerdings in der vierschichtigen Version, die Stockhausen für Mittwoch aus Licht entwickelte, bestehend aus der kompletten Superformel, überlagert mit dem Mittwoch-Segment (welches nur Noten aus der Eva-Schicht enthält). Das Stück ist in fünf Teile geteilt, entsprechend den ersten drei Szenen und den zwei Hauptabschnitten der letzten Szene der Oper. Die drei Formelschichten rotieren vollständig in jedem dieser Abschnitte, wobei die dominierende höhere Linie abwechselnd von den Luzifer-, Eva-, Michael-, Eva- und Michael-Formeln besetzt wird. Diese komplette Formel wird dreimal gespielt, je 2:3-mal schneller als zuvor, und jedes Mal in anderer Klangfarbe.
Wie das vorhergehende und das folgende Stück existiert Klavierstück XVIII auch in einer Schlagzeug-Version, in diesem Fall einem Trio namens Mittwoch Formel für drei Schlagzeuger. Das Klavierstück wird jedoch ungefähr doppelt so schnell gespielt wie die Schlagzeug-Version.
Die Uraufführung von Klavierstück XVIII spielte Antonio Pérez Abellán am 5. August 2005 in der Sülztalhalle in Kürten – im siebten Konzert der Stockhausen-Kurse für Neue Musik, in dem auch die Schlagzeugversion uraufgeführt wurde.

### Klavierstück XIX
Klavierstück XIX (Werk Nr. 80, 2001/2003) ist eine Soloversion mit einer Bandaufnahme von Abschied aus Sonntag aus Licht, das ursprünglich für fünf Synthesizer komponiert wurde. Das Werk wurde noch nicht uraufgeführt. Auch dieses Stück existiert in einer Perkussionsversion, in diesem Fall unter dem Namen Strahlen (Werk Nr. 80½) für einen Perkussionisten und Zehnspurband.

## Weitere Werke mit Klavier
Neben den Stücken dieser Reihe sind noch folgende Stücke mit Klavier bemerkenswert: die Folge von Solostücken Natürliche Dauern 1–24 (2005, ca. 140 min) aus seinem letzten Werkzyklus Klang; Mantra für zwei Pianisten, die auch Ringmodulator und Schlaginstrumente bedienen (1971, ca. 65 min); Intervall (1968) für Klavier zu vier Händen aus dem Zyklus Für kommende Zeiten; Schlagtrio für Klavier und 2×3 Pauken (1953/74, ca. 15 min); Refrain für Klavier, Celesta und Schlagzeug (1959, ca. 10 min); Kontakte für Tonband, Klavier und Schlagzeug (1959–60, ca. 35 min) und die Fassung von Tierkreis für Klaviersolo (1975/83, ca. 28 min).

## Diskographie
- Armengaud, Jean-Pierre (Klavier). EMI (France), MFP 2MO47-13165 (LP). [Klavierstück IX + Werke von Boulez und Schönberg.]
- Bärtschi, Werner (Klavier). Klang-Klavier. Recommended Records, RecRec 04 (LP), auch RecDec 04 (CD). [Klavierstück VII (aufgenommen 1984), + Werke von Cage, Scelsi, Kessler, Cowell, Bärtschi und Ingram.]
- Blumröder, Patricia von (Klavier). Klavier. Ars Musici, AM 1118-2 (CD). [Klavierstücke IX and XI + Werke von Webern, Messiaen, Boulez, Berio.]
- Bucquet, Marie Françoise (Klavier). Philips, 6500101. [Klavierstücke IX and XI (aufgenommen 1970) + Werke von Berio.]
- Burge, David (Klavier). VOX Candide Series, STGBY 637 (LP), auch auf Vox Candide, 31 015 (LP) [Klavierstück VIII + Werke von Berio, Dallapiccola, Boulez, and Krenek.]
- Chen, Pi-hsien (Klavier). Stockhausen: Klavierstücke & Beethoven: Sonaten (CD), Klavierstücke I-VI. Aufgenommen 2014, erschienen bei Hat Hut Records, EAN 0752156019329
- Corver, Ellen (Klavier). Klavierstücke, HR Frankfurt. Stockhausen Gesamtausgabe, CD 56 A-B-C (3 CDs). [Klavierstücke I–X, XI (zwei Versionen), XII–XIV (aufgenommen 1997–98).]
- Damerini, Massimiliano (Klavier). Piano XX vol. 2 Arts, 47216-2 (CD). Aufgenommen 1987. [Klavierstück VII + Werke von Roslavets, Bartók, Kodály, Berg, Prokofiev, Berio, Bussotti und Ferneyhough.]
- Drury, Stephen (Klavier). Avant Koch, 22 (CD). [Klavierstück IX (1992 aufgenommen) + Werke von Liszt, Ives, und Beethoven.]
- Henck, Herbert (Klavier). Wergo, 60135/36 (2LPs), auch als Wergo 60135/36 -50 (2CD) [Klavierstücke I–XI]. Nur Klavierstück I auf Musik Unserer Zeit, Wergo, WER 60200-50 (CD); Nur Klavierstück XI auf Piano Artissimo, Piano Music of our Century, Wergo, WER 6221-2 (CD).
- Klein, Elisabeth (Klavier). Karlheinz Stockhausen. Point, p5028 (LP) Aufgenommen 1978 im The Louisiana Museum for Modern Art, Dänemark. [Klavierstücke I–V, VII–X, XI (2 Versionen). Spätere Aufnahmen derselben Pianistin auf CD.]
- Klein, Elisabeth (Klavier). Karlheinz Stockhausen: Piano Music. Classico, CLASSCD 269 (CD), auch auf TIM Scandinavian Classics 220555 (CD). Aufgenommen August 1998. [Klavierstücke V, IX und zwei Versionen von XI + andere Werke von Stockhausen]
- Kontarsky, Aloys (Klavier). Stockhausen: Klavierstücke I–XI. CBS, 77209 (2LP). Aufgenommen Juli 1965. Produziert vom Komponisten. In verschiedenen Ländern unter verschiedenen Nummern veröffentlicht: CBS S 72591/2 (2LP); CBS/Columbia 3221 007/008 (USA 2LP); CBS/Sony SONC 10297/8 (Japan, 2LP); Sony Classical S2K 53346 (2 CDs).
- Körmendi, Klára (Klavier). Contemporary Piano Music. Hungaroton, SLPX 12569 (LP), auch als Hungaroton HCD 12569-2 (CD). [Klavierstück IX (aufgenommen 1984) + Werke von Zsolt Durkó, Attila Bozay, John Cage, Iannis Xenakis].
- McCallum, Stephanie (Klavier). Illegal Harmonies. ABC Classics, 456 668-2. [Klavierstück V.]
- Mercenier, Marcelle (Klavier). Punktuelle Musik (1952) / Gruppen-Komposition 1952/55 [Zwei Vorlesungen von Stockhausen]. Stockhausen-Verlag, Text CD 2 (CD). [Klavierstück I, komplett und in die Vorlesung eingebettete Klangbeispiele.]
- Meucci, Elisabetta (Klavier). Rivo Alto, RIV 2007 (Italy CD). Aufgenommen 2001. [Klavierstück IX + Werke von Schönberg und Debussy.]
- Pérez Abellán, Antonio (Synthesizer). Klavierstück XVIII (Mittwoch Formel) . Stockhausen Complete Edition CD 79. [+ Vibra-Elufa, Komet für Schlagzeug, Nasenflügeltanz, Mittwoch Formel für Schlagzeugtrio.]
- Pérez Abellán, Antonio (Klavier und Synthesizer). Klavierstücke XVI and XVII. Stockhausen Complete Edition CD 57. [+ Zungenspitzentanz, Freia, Thinki, Flöte (aus: Orchester-Finalisten), Entführung.]
- Roqué Alsina, Carlos (piano). Musique de notre temps: Repères 1945/1975. Ades, 14.122-2 (4 CDs). Aufgenommen 1987. [Klavierstück XI (zwei Versionen).]
- Rzewski, Frederic (Klavier). Wergo, WER 60010 (LP), auch als Heliodor, 2 549 016 (LP); Mace, S 9091 (LP); Hör Zu, SHZW 903 BL (LP). [Klavierstück X (Aufgenommen 22. Dezember 1964) + Zyklus (2 Aufnahmen)]
- Steffen Schleiermacher (Klavier). Piano Music of the Darmstadt School vol. 1. Scene MDG, 613 1004-2. [Klavierstücke I–V (aufgenommen im Februar/März 2000) + Werke von Messiaen, Aldo Clementi, Evangelisti, Boulez.]
- Schleiermacher, Steffen (Klavier). Stockhausen: Bass Clarinet and Piano. Scene MDG, 613-1451 (CD). [Klavierstücke VII und VIII + Tanze Luzefa!, Tierkreis, und In Freundschaft.]
- Schroeder, Marianne (Klavier). Hat Hut Records, hat ART 2030 (2LPs). Aufgenommen December 5/6 1984. [Klavierstücke VI, VII, VIII.]
- Stockhausen, Majella (Klavier). Stockhausen Gesamtaufnahme CD 33 (CD). [Klavierstücke XIII (aufgenommen 1983) + Aries]
- Stockhausen, Simon (Synthesizer). Synthi-Fou, oder Klavierstück XV für einen Synthesizer Spieler und Elektronische Musik. Stockhausen Gesamtausgabe CD 42 A-B (2 CDs). + Solo-Synthi-Fou, Dienstags-Abschied, und Klangfarben von Jenseits – Synthi-Fou – Abschied, mit gesprochenen Einführungen von Simon Stockhausen.
- Syméonidis, Prodromos (Klavier). Hommage a Messiaen Telos TLS 107 (CD). [Klavierstück XI + Werke von Messiaen, Xenakis, Benjamin, Murail.]
- Takahashi, Aki (Klavier). Piano Space. (3LP boxed set) EMI EAA 850 13-15. [Klavierstück XI + Werke von Webern, Boulez, Berio, Xenakis, Messiaen, Bussotti, Cage, Takemitsu, Ichiyanagi, Yori-Aki Matsudaira, Takahashi, Yuasa, Satoh, Mizuno, Ishii, Saegusa, Kondo.] Wiederveröffentlicht in zwei Folgen: 54 Piano Space I, EMI-Angel EAC 60153 (2LP) and Piano Space II, EMI Angel EAC 60154 (1LP)
- David Tudor (Klavier). Karlheinz Stockhausen: Klavierstücke Hat Hut Records hatART CD 6142 (CD) [Klavierstücke I–V, VI (frühere, kürzere Fassung), VII–VIII (aufgenommen 27. September 1959), und vier Versionen von Klavierstück XI, (aufgenommen 19. September 1958).]
- Tudor, David (Klavier). Concerts du Domaine Musical. Vega, C 30 A 278 (LP) mono. [Klavierstück VI + Werke von Boulez, Kagel, Pousseur.] Wiederveröffentlicht als Teil von Pierre Boulez: Le Domaine Musical 1956–1967. vol. 1. Universal Classics France: Accord 476 9209 (5 CDs)
- Tudor, David (Klavier). "50 Years of New Music in Darmstadt". Col Legno WWE 4CD 31893 (4 CDs) [Klavierstück XI (fünfte Version) + Werke vieler anderer Komponisten.]
- Tudor, David (Klavier). Stockhausen-Verlag, Text CD 6 (CD) [Zwei Versionen von Klavierstück XI (aufgenommen 1959) + Schlagtrio und Studie II.]
- Ullén, Fredrik (Klavier). Karlheinz Stockhausen: Zyklus, Kontakte, Klavierstücke V & IX Caprice CAP 21642 (CD). [Recorded 1–4 February 2000.]
- Wambach, Bernhard (Klavier). Karlheinz Stockhausen: Klavierstücke. (aufgenommen 1987)
  - vol. 1: I–IV, IX, X. Karlheinz Stockhausen, Klavierstücke Schwann MUSICA MUNDI VMS 1067 (LP)
  - vol. 2. Schwann Musica Mundi VMS 1068 (LP). Klavierstücke V–VIII
  - vol. 3. Schwann Musica Mundi 110 009 FA (LP) Klavierstück XI („zweite Version“), Klavierstück XIII (Luzifer’s Traum als Klaviersolo). Auszug aus Klavierstück XIII, auch auf Musik zum Kennenlernen Koch Schwann sampler CD 316 970 (CD)
  - vol. 4. Schwann Musica Mundi 110015FA (LP). Klavierstück XI („erste Version“), Klavierstück XIV (Geburtstags-Formel), Klavierstück XII (Examen als Klaviersolo).
- Dieselben Aufnahmen auf 3 CDs:
  - vol. 1. Koch Schwann CD 310 016 H1 (CD). [Klavierstücke I–VIII.]
  - vol. 2 Koch Schwann CD 310 009 H1 (CD). [Klavierstücke IX, X, XI (XI in zwei Versionen).]
  - vol. 3 Koch Schwann CD 310 015 H1 (CD). [Klavierstücke XII, XIII, XIV.]
- Zitterbart, Gerrit (Klavier). What about This Mr. Clementi? Tacet 34 (CD). [Klavierstück IX, + Werke von Blacher und anderen.]
- Zulueta, Jorge (Klavier). Compositores alemanes del siglo XX. Institución Cultural Argentino-Germana ICAG 001-1 (mono LP), auch auf Discos Siglo Veinte JJ 031-1. [Klavierstück IX, + Werke von Henze, Hindemith, Blacher.]
- [Kein Interpret]. Elektronische und konkrete Musik für KOMET. Stockhausen Complete Edition CD 64. [Electronic music for Klavierstück XVII, + Europa-Gruss, Stop und Start, Zwei Paare, Licht-Ruf.]

### Weiterführende Literatur
- Luciane Aparecida Cardassi: Contemporary Piano Repertoire: A Performer’s Guide to Three Pieces by Stockhausen, Berio and Carter. University of California, San Diego, La Jolla 2004 (D.M.A. diss.).
  - Klavierstück IX de Karlheinz Stockhausen: Estratégias de aprendizagem e performance. In: Per Musi: Revista Acadêmica de Música. 12 (July–December), 2005, S. 55–64.
  - Le Klavierstück XI de Stockhausen: pluralité et organisation. In: Les cahiers du CIREM. 18–19 (Dezember 1990–März 1991), 1991, S. 101–109.
- Galia A Hanoch-Roe: Musical Space and Architectural Time: Open Scoring Versus Linear Processes. In: International Review of the Aesthetics and Sociology of Music. Band 34, 2 (Dezember), 2003, S. 145–160.
- Francesco Leprino: Virtuosismi e forme virtuali per l’interprete di oggi. In: Analisi: Rivista di teoria e pedagogia musicale. Band 9, Nr. 27, 1998.
- Eric Marc Nedelman: Performance Analysis of David Tudor’s Interpretations of Karlheinz Stockhausen’s Klavierstücke. University of California, Santa Barbara, Santa Barbara 2005 (Ph.D. diss.).
- Rosângela Pereira de Tugny: Le Klavierstück V de Karlheinz Stockhausen. In: Dissonanz. Band 44, 1995, S. 13–16.
- Ronald C Read and Lily Yen: A Note on the Stockhausen Problem. In: Journal of Combinatorial Theory. Band 76, 1 (Oktober), 1996, S. 1–10 (stockhausen.org [PDF]).
- Kenneth Neal Saxon: A New Kaleidoscope: Extended Piano Techniques, 1910–1975. University of Alabama, 2000 (DMA diss.).
- Dieter Schnebel: Commento alla nuova musica. In: Musica/Realtà. 21 (Juli), 2000, S. 179–183.
- Lily Yen: A Symmetric Functions Approach to Stockhausen’s Problem. In: The Electronic Journal of Combinatorics. Band 3, R7, 1996, S. 1–15 (emis.de [PDF]).
- Karlheinz Stockhausen: Clavier Music 1992. In: Perspectives of New Music. 31, Nr. 2 (Summer), 1993, S. 136–149.